# Клопотец
Клопотец (словен. klopotec) је дрвена механичка направа на високом дрвеном стубу, која личи на ветрењачу. Користи се као страшило у виноградима традиционалних виноградарских крајева Словеније, Аустрије и Хрватске. Један је од симбола Словеније.